# Льюїстон (Міннесота)
Льюїстон (англ. Lewiston) — місто (англ. city) в США, в окрузі Вінона штату Міннесота. Населення — 1533 особи (2020).

## Географія
Льюїстон розташований за координатами 43°59′1″ пн. ш. 91°52′6″ зх. д. / 43.98361° пн. ш. 91.86833° зх. д. (43.983492, -91.868232).  За даними Бюро перепису населення США в 2010 році місто мало площу 2,98 км², уся площа — суходіл.

## Демографія
Згідно з переписом 2010 року, у місті мешкало 1620 осіб у 600 домогосподарствах у складі 428 родин. Густота населення становила 544 особи/км².  Було 634 помешкання (213/км²).
Расовий склад населення:
| - 97,0 % — білих - 1,2 % — чорних або афроамериканців - 0,7 % — азіатів - 0,1 % — корінних американців |

До двох чи більше рас належало 0,6 %. Частка іспаномовних становила 1,3 % від усіх жителів.
За віковим діапазоном населення розподілялося таким чином: 29,9 % — особи молодші 18 років, 56,9 % — особи у віці 18—64 років, 13,2 % — особи у віці 65 років та старші. Медіана віку мешканця становила 36,2 року. На 100 осіб жіночої статі у місті припадало 103,8 чоловіків;  на 100 жінок у віці від 18 років та старших — 92,7 чоловіків також старших 18 років.
Середній дохід на одне домашнє господарство  становив 63 685 доларів США (медіана — 60 347), а середній дохід на одну сім'ю — 75 623 долари (медіана — 70 625). Медіана доходів становила 50 550 доларів для чоловіків та 31 316 доларів для жінок. За межею бідності перебувало 9,6 % осіб, у тому числі 5,8 % дітей у віці до 18 років та 15,9 % осіб у віці 65 років та старших.
Цивільне працевлаштоване населення становило 839 осіб. Основні галузі зайнятості: виробництво — 28,4 %, освіта, охорона здоров'я та соціальна допомога — 22,3 %, роздрібна торгівля — 15,6 %.